# Kurima
Kurima (szlovákul: Kurima) község Szlovákiában, az Eperjesi kerület Bártfai járásában.

## Fekvése
Bártfától 17 km-re délkeletre, a Tapoly bal partján fekszik.

## Története
A falu területe ősidők óta lakott, határában a történelem előtti időkből is maradtak fenn leletek. Ugyancsak találtak az i. e. 2000 körüli és az i. e. 8. századból származó maradványokat, valamint Nagy Sándor korabeli Niké istennőt és Pallasz Athénét ábrázoló aranyérméket is.
A mai települést 1270-ben V. István oklevelében említik először, Makovica várának uradalmához tartozott. 1327-ben „Kurima al. n. Dubynna” alakban említik. Uradalmi központ volt, melyhez 9 település tartozott. 1352-ben már a zborói uradalom részeként a Czudar család birtoka. Plébániáját a 14. században alapították. A 15. század első felében a makovicai uradalom legnagyobb falvai közé tartozott, gyakorlatilag az uradalom nyugati részének központja volt, ahol időnként vásárokat is tartottak. 1427-ben 102 portája adózott. A 15. század végén a lengyelek elpusztították és elnéptelenedett.
A község egy részén a 16. században zsidó kereskedők telepedtek le, akik a 17-18. században a lakosság majdnem harmadát képezték. Ebben az időben határában aranyat bányásztak. 1618-ban két pékség, malom, fűrészüzem és vendégfogadó is működött a településen. 1641 és 1684 között emeletes kő udvarház épült itt. A 18. század elején virágzott a kézműipar: csizmadiák, cipészek, fazekasok, kovácsok, lakatosok űzték az ipari tevékenységet. 1707-ben üveggyár kezdte meg működését. Birtokosai a Szirmay és Erdődy családok voltak. 1787-ben 142 házában 944 lakos élt.
A 18. század végén Vályi András így ír róla: „KURIMA. Tót falu Sáros Várm. földes Ura G. Áspremont, és Szirmai Uraságok, lakosai katolikusok, fekszik a’ Makovitzai Uradalomban, hamintzadgya is van, határja könnyen miveltetik, földgye termékeny, réttye kétszer kaszáltatik, fája van mind a’ két féle, piatzozása közel.”
1828-ban 161 háza és 1390 lakosa volt.
Fényes Elek 1851-ben kiadott geográfiai szótárában így ír a faluról: „Kurima, Sáros vmegyében, tót m. v. a Tapoly mellett; Eperjeshez kelet-északra 4 mfdnyire: 1066 róm., 54 g. kath., kath., 273 zsidó lak. Kath. paroch. templom. Synagóga. Első osztálybeli határ. Vászon és gyolcs készítés. F. u. gróf Erdődy, és gróf Szirmay.”
A 19. század végén a falu elszegényedett, lakói közül sokan kivándoroltak. Lakói vászonszövéssel, kosárfonással, drótozással, állattartással foglalkoztak. 1914-ben a falu fele leégett. A trianoni diktátum előtt Sáros vármegye Girálti járásához tartozott.
A háború után a nagybirtokokat felosztották. 1933-ban megalakult a Matica slovenská helyi szervezete, 1937-ben felépült a kultúrház, mely a helyi művelődés központja lett. A második világháború harcaiban súlyos károkat szenvedett. 1953-ban kereskedőház nyílt, 1956-ban bevezették a villanyt, 1959-ben megalakult a termelőszövetkezet.

## Népessége
| Év:            | 1994. | 2004.   | 2014.   | 2024.   |
| -------------- | ----- | ------- | ------- | ------- |
| Emberek száma: | 1033  | 1072    | 1127    | 1125    |
| Eltérés:       |       | +3,77 % | +5,13 % | -0,17 % |

| Év:            | 2023. | 2024.   |
| -------------- | ----- | ------- |
| Emberek száma: | 1111  | 1125    |
| Eltérés:       |       | +1,26 % |

1880-ban 1146 lakosából 675 szlovák, 5 magyar és 401 német anyanyelvű. Ebből 689 római katolikus, 414 izraelita, 40 görög katolikus és 3 evangélikus vallású volt.
1910-ben 983 lakosából 624 szlovák, 43 magyar és 237 német anyanyelvű. Ebből 714 római katolikus, 237 izraelita és 29 görög katolikus vallású volt.
2001-ben 1066 lakosából 967 szlovák és 91 cigány volt.
2011-ben 1121 lakosából 1079 szlovák.

## Nevezetességei
- A római katolikus templom a 14. század elején épült gótikus stílusban. Egy tűzvészt követően 1700 körül újjáépítették. Tornya 1864-ben épült. 1907-ben megújították. Legértékesebb műtárgya, az 1430-as években készült Pieta szobor a helyi kézművesség remekműve.
- A Szirmay család kastélya a 19. század első harmadában épült.
- A barokk temetőkápolna 1703-ban épült, 1839-ben romos állapotú volt, 1861-ben és 1894-ben megújították.